# Can Perejaume (Granollers)
Can Perejaume és una casa de Granollers (Vallès Oriental) protegida com a Bé Cultural d'Interès Local.

## Descripció

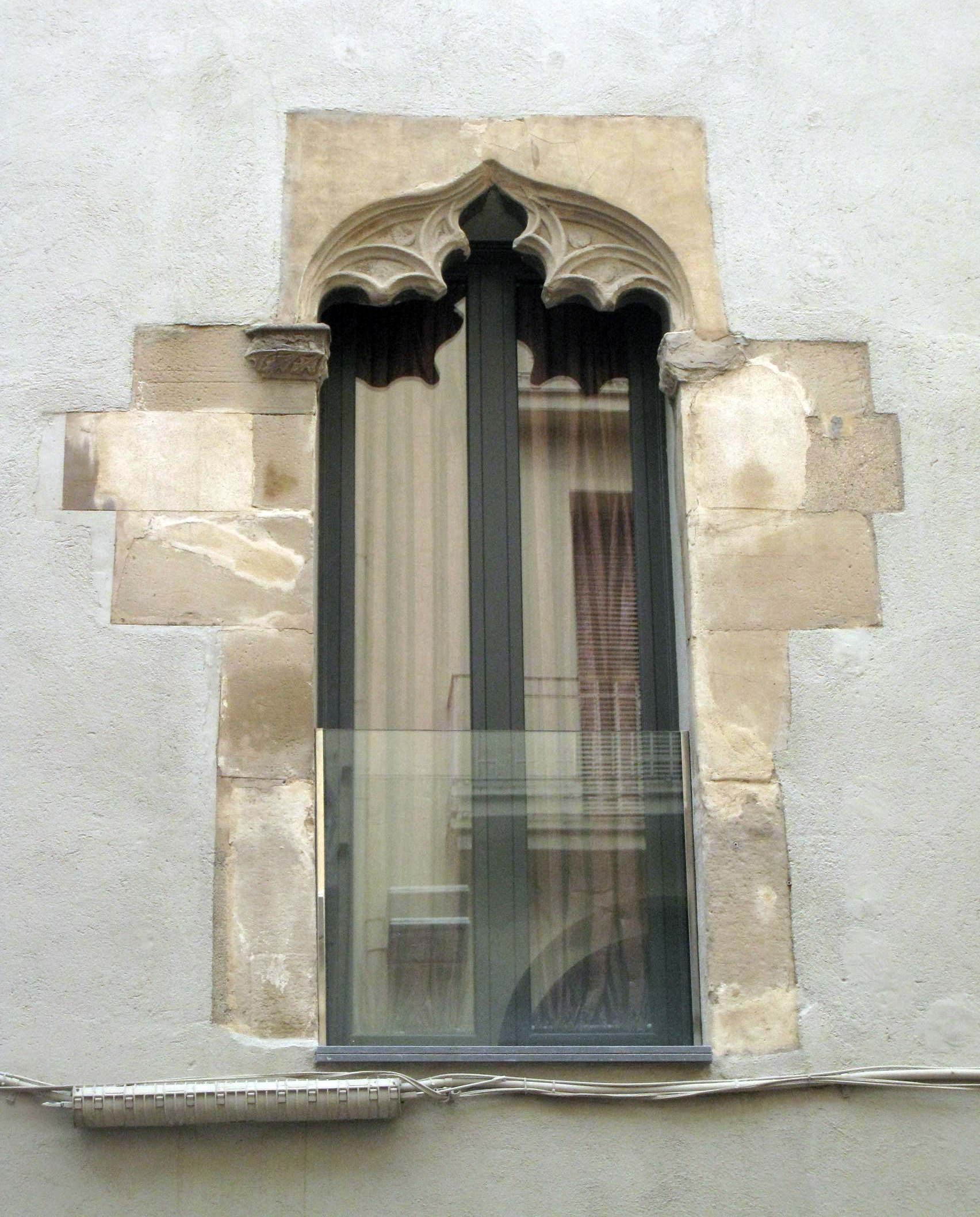
Finestra a la façana del carrer de Sant Roc

Es tracta d'una casa cantonera que consta de planta baixa, pis i golfes. La coberta és de teula àrab a dues vessants. La façana de la plaça de la Porxada està composta per dos eixos amb buits de proporció vertical. A la primera planta hi ha un balcó corregut amb barana de barrots de ferro. A la façana del carrer Sant Roc hi ha una finestra de brancals i arc lobulat de pedra. A les cantonades destaca el carreuat de pedra.